# Elof Fryksell
Elof Fryksell, född 10 mars 1684 i Frykeruds socken, Närkes och Värmlands län, död 4 februari 1751 i Väse socken, Närkes och Värmlands län, var en svensk präst och riksdagsman. Han var far till Fredrik Fryxell.
Fryksell var son till kyrkvärden i Frykerud Olof Knutsson. Efter lärdomsstudier i Uppsala övergick Fryksell till teologin och vigdes till präst 1712. År 1713 anställdes han som vicepastor vid domkyrkan i Karlstad, där han väckte uppmärksamhet för sin predikoförmåga, och då Ulrika Eleonora besökte sin sårade make, arvprins Fredrik som förts till Åmål, ditkallades Fryksell för att predika för hovet. Särskilt prinesssan intogs av hans predikningar och begärde flera av dem i avskrift. 1717 befordrades Fryksell till lektor i matematik och senare i vältalighet och poesi i Karlstad, samt utnämndes 1721 till kyrkoherde i Väse socken. Den gunst i vilken han stod hos drottningen ökades ytterligare sedan han som deputerade vid 1738 års riksdag med avseende på kungens förhållande till fröken Hedvig Taube föreslog, att prästeståndet skulle begära upplysningar om ett högtförnämt fruntimmer vid hofvet, som årligen får barn, utan att man vet, hvem dess man är, vilket förslag vann ståndets bifall. Ulrika Eleonora uttryckte sin tillfredsställelse genom att förära Fryksell en guldmedalj, under föregivning att det var en tacksamhetsgärd för hans predikningar i Åmål enligt Svenskt Biografiskt Handlexikon från 1906. När Fryksell återkom till riksdagen 1740, uppträdde han som ivrig hatt, vilket förärade honom en ny medalj som erkänsla för hans lojalitet. 
Under sina sista levnadsår var Fryksell blind. Vid hans död fanns en fullständig postilla färdig i handskrift, vilken dock aldrig blev utgiven.